# India-Gummitasten
India-Gummitasten waren 2-farbig gepresste  Gummikappen, welche auf die Tasten einer Schreibmaschine aufgesteckt wurden, um die Fingerkuppen zu schonen. Die Bezeichnung geht auf die verwendete Gummiart, den sogenannten India-Rubber aus Südamerika zurück.
Die Erfindung war die Gründungsidee der Fa. India-Tastenfabrik (heute India-Dreusicke Berlin) und stammt aus dem Jahr 1929. Die India-Tastenfabrik, gegründet von Felix Dreusicke, in Berlin besaßen das Patent und produzierte die Gummitasten. Ein Satz bestand aus 45 Tasten im 2-Farb Gummipressverfahren für die Zeichen. Die Tasten konnten problemlos auf jede damals verwendete Schreibmaschinentastatur aufgesteckt werden.
Als die Auswahl an Schreibmaschinentypen zunahm und die Tasten sich je nach Hersteller in Form und Größe immer mehr unterschieden, wurde die Produktion der India-Gummitasten aufgrund ihrer Inkompatibilität mit vielen Schreibmaschinen eingestellt. Ebenfalls war der Kraftaufwand zur Betätigung der Schreibmaschinentypen, speziell nach Erfindung der elektrischen Schreibmaschine, geringer geworden, dadurch nahm die Notwendigkeit der Dämpfung ab. Für die Zeit bis 1990 produzierte die Firma INDIA Tastenfabrik Berlin, nach Übernahme durch den Sohn des Firmengründers Thomas Dreusicke, gravierte Tastenkappen für Schreibmaschinen und Computer mit länderspezifischen Zeichensätzen. Die damals übliche „QWERTY“-Tastatur wurde durch „AZERTY“-(französisch), „QWERTZ“-(deutsche)Tastaturen ersetzt. Ebenfalls kamen kyrillische, arabische, thailändische und diakritische Tastaturen hinzu.